# Karate ai Giochi della XXXII Olimpiade - 67 kg maschile
La gara di Kumite 67 kg è la prima categoria maschile di peso per il Karate ai Giochi della XXXII Olimpiade; la gara si è svolta il 5 agosto 2021 presso il Nippon Budokan di Tokyo. Vi hanno partecipato 11 atleti in rappresentanza di altrettanti paesi, compreso un atleta del gruppo degli Atleti Olimpici Rifugiati.

## Formato
La competizione prevedeva una fase a gironi, composta da due pool, e una fase a eliminazione diretta. Il girone A era composto da cinque atleti mentre il girone B da 6. I due migliori atleti di ogni girone si qualificano per le semifinali dove il primo classificato del girone A compete contro il secondo classificato del girone B e viceversa. La competizione non prevedeva nessuna finale per la medaglia di bronzo che è stata assegnata agli atleti sconfitti nelle semifinali.

## Risultati

### Finali
|  | Semifinali             | Semifinali             | Semifinali  |             |                 | Finale          | Finale | Finale |  |
|  |                        |                        |             |             |                 |                 |        |        |  |
|  | Darkhan Assadilov      | Darkhan Assadilov      | 2           |             |                 |                 |        |        |  |
|  | Darkhan Assadilov      | Darkhan Assadilov      | 2           |             |                 |                 |        |        |  |
|  | Steven Da Costa        | Steven Da Costa        | 5           |             |                 |                 |        |        |  |
|  | Steven Da Costa        | Steven Da Costa        | 5           |             | Steven Da Costa | Steven Da Costa | 5      |        |  |
|  |                        |                        |             |             | Steven Da Costa | Steven Da Costa | 5      |        |  |
|  |                        |                        | Eray Şamdan | Eray Şamdan | 0               |                 |        |        |  |
|  | Abdelrahman Al-Masatfa | Abdelrahman Al-Masatfa | Eray Şamdan | Eray Şamdan | 0               | 0               |        |        |  |
|  | Abdelrahman Al-Masatfa | Abdelrahman Al-Masatfa |             |             |                 |                 |        |        |  |
|  | Eray Şamdan            | Eray Şamdan            | 2           |             |                 |                 |        |        |  |

### Pool A
| Pos. | Atleta              | Incontri              | Incontri           | Incontri          | Incontri            | Incontri               | Riassunto | Riassunto | Riassunto | Riassunto | Punti | Punti | Punti | Punti |
| Pos. | Atleta              | Kazakistan (bandiera) | Turchia (bandiera) | Egitto (bandiera) | Giappone (bandiera) | Azerbaigian (bandiera) | Bout      | W         | L         | Pts       | Tot.  | Yuko  | W-a   | Ippon |
| ---- | ------------------- | --------------------- | ------------------ | ----------------- | ------------------- | ---------------------- | --------- | --------- | --------- | --------- | ----- | ----- | ----- | ----- |
| 1    | Darkhan Assadilov   | -                     | 6:2                | 3:1               | 3:0                 | 6:2                    | 4         | 4         | 0         | 8         | 18:5  | 3:1   | 3:2   | 3:0   |
| 2    | Eray Şamdan         | 2:6                   | -                  | 4:1               | 2:1                 | 7:1                    | 4         | 3         | 1         | 6         | 15:9  | 8:4   | 2:1   | 1:1   |
| 3    | Ali El-Sawy         | 1:3                   | 1:4                | -                 | 3:4                 | 1:0                    | 4         | 1         | 3         | 2         | 6:11  | 3:7   | 0:2   | 1:0   |
| 4    | Naoto Sago          | 0:3                   | 1:2                | 4:3               | -                   | 0:1                    | 4         | 1         | 3         | 2         | 5:9   | 3:4   | 1:1   | 0:1   |
| 5    | Firdovsi Farzaliyev | 2:6                   | 1:7                | 0:1               | 1:0                 | -                      | 4         | 1         | 3         | 2         | 4:14  | 2:3   | 1:1   | 0:3   |

### Pool B
| Pos. | Atleta                 | Incontri             | Incontri           | Incontri                             | Incontri            | Incontri             | Riassunto | Riassunto | Riassunto | Riassunto | Punti | Punti | Punti | Punti |
| Pos. | Atleta                 | Giordania (bandiera) | Francia (bandiera) | Atleti Olimpici Rifugiati (bandiera) | Lettonia (bandiera) | Venezuela (bandiera) | Bout      | W         | L         | Pts       | Tot.  | Yuko  | W-a   | Ippon |
| ---- | ---------------------- | -------------------- | ------------------ | ------------------------------------ | ------------------- | -------------------- | --------- | --------- | --------- | --------- | ----- | ----- | ----- | ----- |
| 1    | Abdelrahman Al-Masatfa | -                    | 7:4                | 3:0                                  | 8:3                 | 4:1                  | 4         | 4         | 0         | 8         | 22:8  | 4:6   | 0:1   | 6:0   |
| 2    | Steven Da Costa        | 4:7                  | -                  | 4:0                                  | 11:2                | 2:0                  | 4         | 3         | 1         | 6         | 21:9  | 7:3   | 4:0   | 2:2   |
| 3    | Hamoon Derafshipour    | 0:3                  | 0:4                | -                                    | 5:3                 | 9:3                  | 4         | 2         | 2         | 4         | 14:13 | 12:8  | 1:1   | 0:1   |
| 4    | Kalvis Kalniņš         | 3:8                  | 2:11               | 3:5                                  | -                   | 4:2                  | 4         | 1         | 3         | 2         | 12:26 | 12:12 | 0:1   | 0:4   |
| 5    | Andrés Madera          | 1:4                  | 0:2                | 3:9                                  | 2:4                 | -                    | 4         | 0         | 4         | 0         | 6:19  | 6:12  | 0:2   | 0:1   |
| WDR  | Angelo Crescenzo       | NIL                  | NIL                | NIL                                  | NIL                 | NIL                  | -         | -         | -         | -         | -     | -     | -     | -     |